# 里运河

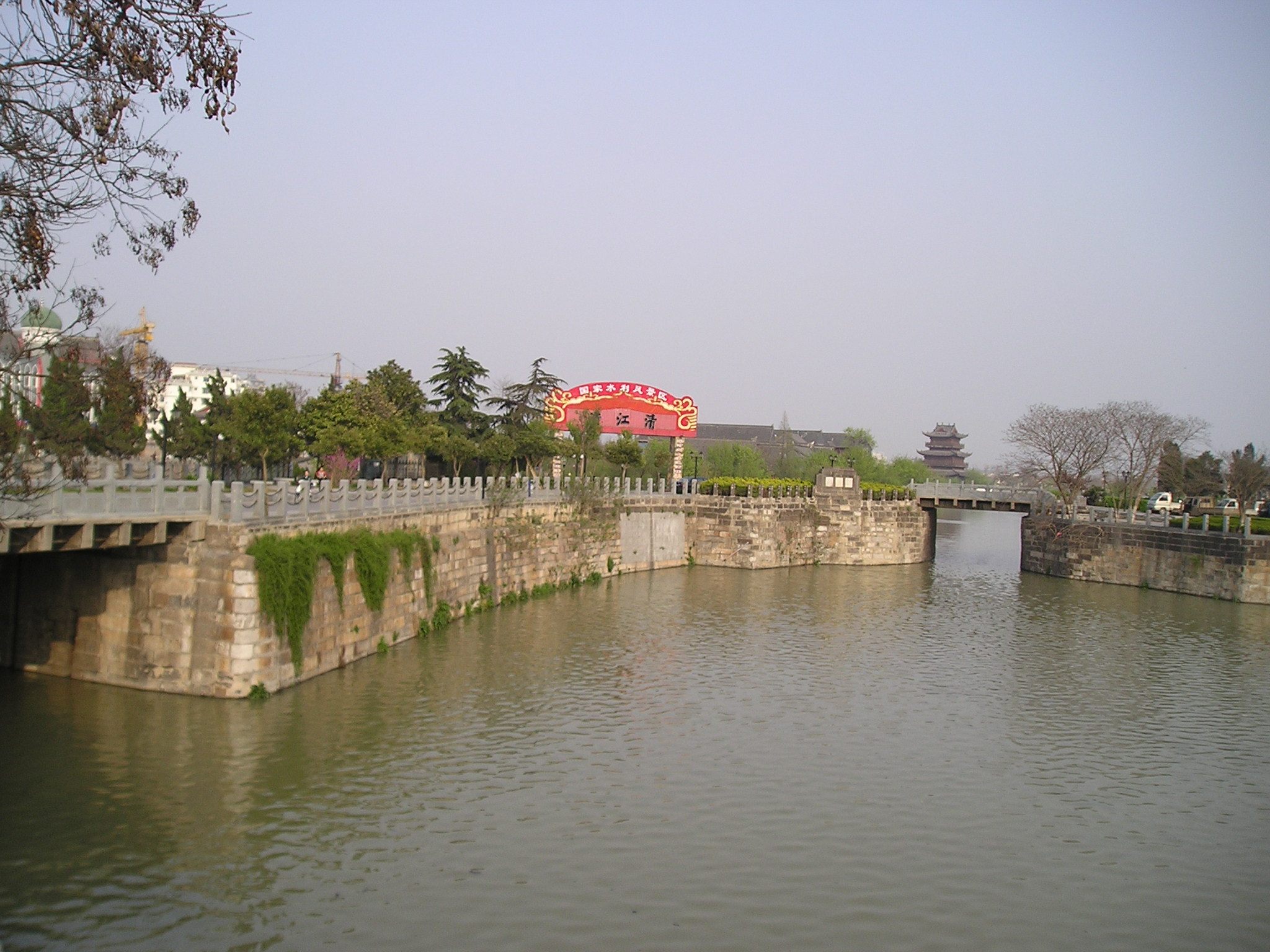
清江浦大闸口

里运河是京杭大运河介于长江和淮河之间的河段，流经江苏省淮安市和扬州市，北接中运河，南接江南运河。
明清时期里运河自清江浦至瓜洲古渡入长江，中华人民共和国成立后改在施桥镇六圩入长江，长168公里。这是大运河最早修凿的河段。有些河段水面高出地面四至五米。
明、清两代，朝廷在京杭大运河的枢纽部位，里运河、中运河与黄河故道（即古淮河）交汇处——淮安府城中心专门设立漕运总督和下属庞大的机构，负责漕运事宜。在城西北30里外南船北马的水陆要冲清江浦设有南河总督，负责江苏、安徽两省河道。来自徽州和山西富甲天下的两淮盐商，则聚居在扬州新城以及淮安河下，竞相建造精巧雅致的私家园林。
今日，里运河仍是煤炭等大宗物资南运的重要通道，航道标准也较高，可通航2000吨级船舶，连同中运河构成整个京杭大运河中等级最高的部分。沿线船闸有淮阴闸、淮安闸、邵伯闸、施桥闸。
里运河穿过淮安市和扬州市市中心繁华的老城区，沿岸文物古迹甚多。并经过宝应，高邮，江都三县(市、区)。